# Dataset (IBM-Großrechner)
Ein Dataset ist eine Datei, die auf einem IBM-Großrechnersystem existiert. Ein Dataset-Name (DSN) kann maximal 44 Zeichen lang sein und besteht aus mehreren Qualifiern (Namensteilen), die durch Punkte voneinander getrennt werden. Jeder Qualifier kann maximal acht Stellen lang sein.
Beispiel: MEIN.PRIVATES.TEST.DATASET.V1
In Anwendungsprogrammen wird in der Regel nicht direkt über den Dataset-Namen auf ein Dataset zugegriffen. Stattdessen erfolgt der Zugriff über einen logischen Namen (auch Data Definition (DD)-Name genannt), der auf ein entsprechendes DD-Statement eines Jobs verweist, das den DSN und optional weitere Angaben zur Verarbeitung enthält.
Datasets können in verschiedenen Dateiorganisationsformen existieren:
- Direct Access Dataset: Die relative Adresse eines Datensatz wird mittels Hashfunktion aus dem Schlüssel berechnet.
- HFS-Dataset: Ein Plattenbereich, der zur Aufnahme von Unix-Dateien vorgesehen ist (in Unix-Terminologie würde man sagen: ein Loopback-Dateisystem).
- ISAM-Dataset (Indexed Sequential Access Method): Veraltete Organisationsform, die praktisch vollständig durch VSAM abgelöst worden ist. Ein ISAM-Dataset besteht aus drei physischen Dateien (PRIME, INDEX und OVERFLOW).
- Partitioned Data Set (PDS und PDSE): Eine Dateiorganisation, bei der das Dataset ein Verzeichnis mit Membernamen enthält, wobei jedes Member wieder eine einzelne sequentielle Datei darstellt.[1]
- Sequentielle Dateien: Bei dieser Dateiform werden die Daten sequentiell von Dateianfang bis zum Dateiende geschrieben bzw. gelesen.
  - Eine Sonderform sind versionierte sequentielle Dateien. Diese werden als Generation Data Groups (GDG) bezeichnet.
- VSAM-Organisationsformen: Die Betriebssystemkomponente VSAM stellt unterschiedliche Organisationsformen zur Verfügung, deren leistungsfähigste, KSDS (key-sequenced dataset), den schlüsselbasierten Zugriff auf die einzelnen Datensätze unterstützt. VSAM-organisierte Dateien werden auch VSAM-Cluster genannt; zu den einzelnen VSAM-Organisationsformen siehe den Artikel VSAM.

Der Begriff des Datasets wird nur für Dateien auf dem Großrechner verwendet, die unter der MVS-Personality angelegt wurden. Dateien, die unter den Unix System Services (d. h. innerhalb eines HFS-Datasets) angelegt wurden, werden in der Regel nicht als Datasets bezeichnet.
Die Metadaten (Dateiattribute) der Datasets stehen teils im VTOC (bei Plattenspeichern) oder Tape Label (bei Magnetbändern), teils im Catalog.